# كارل كيتينغ
كارل كيتينغ (بالإنجليزية: Karl Keating)‏ هو كاتب أمريكي، ولد في 1950.